# Harold Solomon
Harold Solomon (Washington, 17 settembre 1952) è un allenatore di tennis ed ex tennista statunitense.

## Carriera
Si aggiudicò in carriera 22 titoli di singolare maschile, fra cui due edizioni del Cincinnati Masters (1977 e 1980). La posizione più alta da lui raggiunta nel ranking mondiale fu il 5º posto, nel 1980.
Nel 1976 raggiunse la finale del Roland Garros, dove fu sconfitto da Adriano Panatta con il punteggio di 6–1, 6–4, 4–6, 7–6. L'anno successivo fu semifinalista agli US Open, sconfitto da Guillermo Vilas, poi vincitore del torneo.